# Jassa borowskyae
Jassa borowskyae är en kräftdjursart som beskrevs av Chris Conlan 1990. Jassa borowskyae ingår i släktet Jassa och familjen Ischyroceridae. Inga underarter finns listade i Catalogue of Life.